# Аеродром Превеза-Актион
Аеродром Превеза-Актион (грч. Αεροδρόμιο Ακτίου Πρέβεζα) је аеродром који опслужује град Превезу и оближње острво и велико туристичко одредиште Лефкаду у западној Грчкој. Аеродром се налази 4 km јужно од Превезе.
Аеродром Актион махом опслужује туристе, па преовлађују сезонске линије и чартери. И поред тога, овај аеродром спада међу 15 најпрометнијих ваздушних лука у држави. По подацима из 2022. године кроз аеродром је прошло близу 800 хиљада путника.

## Авио-компаније и дестинације
Следеће авио-компаније обављају редовне и чартер летове на аеродрому Превеза-Актион:
| Airlines                        | Destinations |
| ------------------------------- | --- |
| arkia                           | Seasonal: Tel Aviv (resumes 14. јун 2025.) |
| Austrian Airlines               | Seasonal: Vienna |
| Avanti Air                      | Seasonal charter: FriedrichshafenШаблон:Better source needed |
| Braathens International Airways | Seasonal charter: Aalborg, Copenhagen, Gothenburg, Helsinki, Norrköping, Skellefteå, Stockholm–Arlanda, Trondheim                                                                     |
| British Airways                 | Seasonal: London–Heathrow |
| Condor                          | Seasonal: Düsseldorf, Frankfurt, Munich, Stuttgart |
| Corendon Dutch Airlines         | Seasonal: Amsterdam |
| Cyprus Airways                  | Seasonal: Larnaca |
| Discover Airlines               | Seasonal: Frankfurt, Munich |
| easyJet                         | Seasonal: Berlin, Bristol, London–Gatwick, Milan–Malpensa, Naples |
| Edelweiss Air                   | Seasonal: Zurich |
| Enter Air                       | Seasonal charter: London–GatwickШаблон:Better source needed |
| Eurowings                       | Seasonal: Düsseldorf (begins 3 May 2025), Stockholm–Arlanda (resumes 17 May 2025), Stuttgart                                                                                          |
| Jet2.com                        | Seasonal: Birmingham, Bristol, East Midlands (begins 6 May 2026), Edinburgh, London–Luton (begins 24 May 2026), London–Stansted, Manchester, Newcastle upon Tyne (begins 27 May 2026) |
| LOT Polish Airlines             | Seasonal: Warsaw–Radom |
| Lufthansa                       | Seasonal: Munich |
| Marabu                          | Seasonal: Hamburg, Munich |
| Marathon Airlines               | Seasonal charter: Innsbruck |
| Norwegian Air Shuttle           | Seasonal: Copenhagen, Oslo |
| People's                        | Seasonal: St. Gallen/Altenrhein |
| Ryanair                         | Seasonal: Bergamo, Bologna, Budapest, London–Stansted, Nuremberg, Rome–Fiumicino, Vienna                                                                                              |
| Scandinavian Airlines           | Seasonal charter: Gothenburg, Stavanger, Stockholm–Arlanda |
| Sky Express                     | Corfu, Kefalonia, Sitia, Zakynthos |
| Smartwings                      | Seasonal: Prague Seasonal charter: Bratislava, Brno, Budapest, Ostrava |
| Sunclass Airlines               | Seasonal charter: Copenhagen, Helsinki, Oslo, Stockholm–Arlanda |
| Sundor                          | Seasonal: Tel Aviv (begins 29. мај 2025.) |
| Transavia                       | Seasonal: Amsterdam, Paris–Orly |
| TUI Airways                     | Seasonal: London–Gatwick, Manchester |
| TUI fly Netherlands             | Seasonal: Amsterdam |
| Tus Airways                     | Seasonal: Larnaca, Tel AvivШаблон:Better source needed |
| Volotea                         | Seasonal: Bari, Naples |
| Vueling                         | Seasonal: Rome–Fiumicino |